# Fuman (Verwaltungsbezirk)
Fuman (persisch شهرستان فومن) ist ein Schahrestan in der Provinz Gilan im Iran. Er enthält die Stadt Fuman, welche die Hauptstadt des Verwaltungsbezirks ist.

## Kreise
- Zentral (بخش مرکزی)
- Sardar-e-Janghal (بخش سردار جنگل)

## Demografie
Bei der Volkszählung 2016 betrug die Einwohnerzahl des Schahrestan 92.310. Die Alphabetisierung lag bei 81 Prozent der Bevölkerung. Knapp 41 Prozent der Bevölkerung lebten in urbanen Regionen.
| Zensusjahr | Einwohnerzahl |
| ---------- | ------------- |
| 2011       | 93.737        |
| 2016       | 92.310        |